# Hartau (Žitava)
Hartau je vesnice, místní část města Žitava v Horní Lužici v německé spolkové zemi Sasko. Nachází se v zemském okrese Zhořelec a má 514 obyvatel. Leží na levém břehu Lužické Nisy na hranicích s Českou republikou. Spolu s ostatními sídly v okrese Zhořelec je Hartau součástí Euroregionu Nisa, dobrovolného zájmového sdružení českých, německých a polských obcí, měst a okresů.

## Geografická poloha
Hartau se nachází na levém břehu Lužické Nisy v nadmořské výšce 240 až 283 metrů v oblasti česko-německo-polského trojmezí na severním úpatí Lužických hor. Bod, ve kterém se sbíhají státní hranice Česka, Německa a Polska, se nachází asi půl kilometru severně od Hartau.
Vesnice se dělí na dvě části: historicky starší sídlo Alt-Hartau na břehu Nisy a novější zástavbu Neu-Hartau, rozkládající se podél potoka Pfaffenbach Hartau, který se v Alt-Hartau vlévá do Lužické Nisy, a jeho menšího přítoku Goldbachu dále na jihozápadě. V jižní části Alt-Hartau je turistický hraniční přechod Hrádek nad Nisou / Hartau. Nejbližším českým sídlem u tohoto hraničního přechodu je Loučná (německy Görsdorf), část města Hrádku nad Nisou v okrese Liberec.
Nejvyššími vrcholy na katastrálním území Hartau v jeho jižní části jsou Straßberg (538 m n. m.) a Mühlsteinberg (482 m n. m.). Na českém území jsou nejbližšími vrcholy ve východní části Lužických hor Popova skála (568 m n. m.) a Sedlecký Špičák (545 m n. m.).

## Historie
Jméno obce je spojováno s výrazem "harth", který se v raně středověké staré horní němčině (Althochdeutsch) používal pro označení horského lesa.

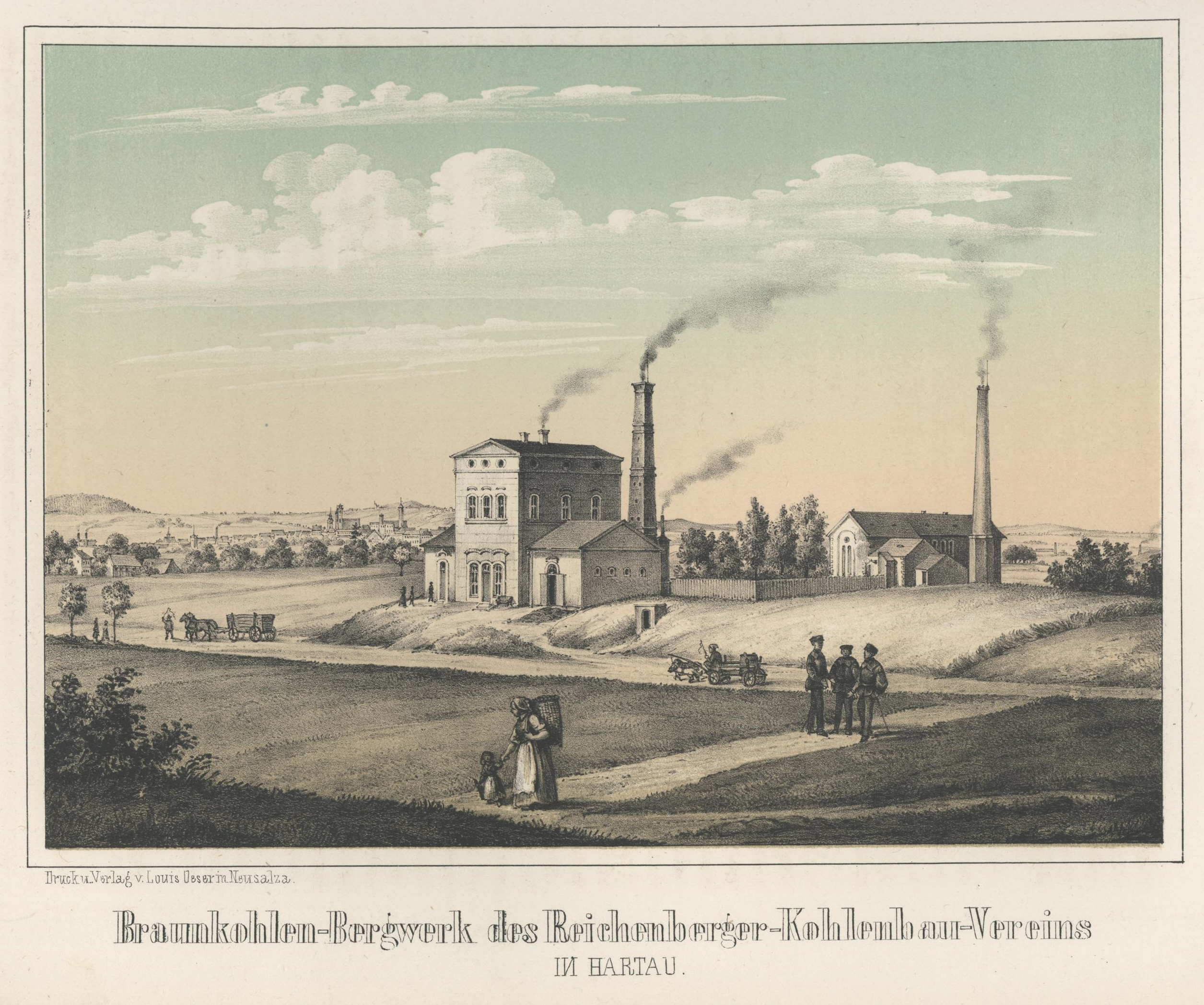
Areál uhelného dolu v Hartau na pohlednici z roku 1856

Nejstarší zástavba Alt-Hartau v podobě ulicové vesnice vznikla pravděpodobně již ve 13. století. V roce 1364 ves přináležela ke hradu Karlsfried. Název Harte se poprvé objevuje v písemnostech Grabštejnského panství z roku 1375. Od roku 1384 ves podléhala žitavskému městskému právu.
Obživu si obyvatelé zajišťovali tkalcovstvím, rybařením a zemědělstvím, zhruba od roku 1835 k tomu přibylo také zaměstnání při těžbě hnědého uhlí. V roce 1547 měla ves dvě desítky usedlíků, v roce 1834 to bylo 484, v roce 1871 již 738 a v roce 1910 dokonce 1007 obyvatel. Zpočátku bylo uhlí u Hartau těženo v hlubinných dolech, mezi roky 1903 až 1953 pak v povrchových lomech.
Již v roce 1931 proběhlo jednání o připojení Hartau k Žitavě, sloučení však tehdy bylo většinou obyvatel odmítnuto. K Žitavě byla nakonec obec připojena až v roce 1999. Od roku 1954 byla Hartau součástí zemského okresu Zittau, mezi roky 1994 až 2008 pak okresu Löbau-Zittau, rovněž později zrušeného.

## Pamětihodnosti
- Podstávkové domy na Dorfstraße a v dalších místech
- Alte Schule (Stará škola) – hrázděný podstávkový dům
- Karlsfried – zřícenina strážního hradu, založeného v roce 1357 Karlem IV.
- Röhrhäusel ("Rourový domek") – technická památka, součást historického vodovodního zařízení
- Fischereistein (Rybářský kámen) z roku 1565
- Královský saský triangulační sloup č. 39 na hoře Straßberg

## Galerie

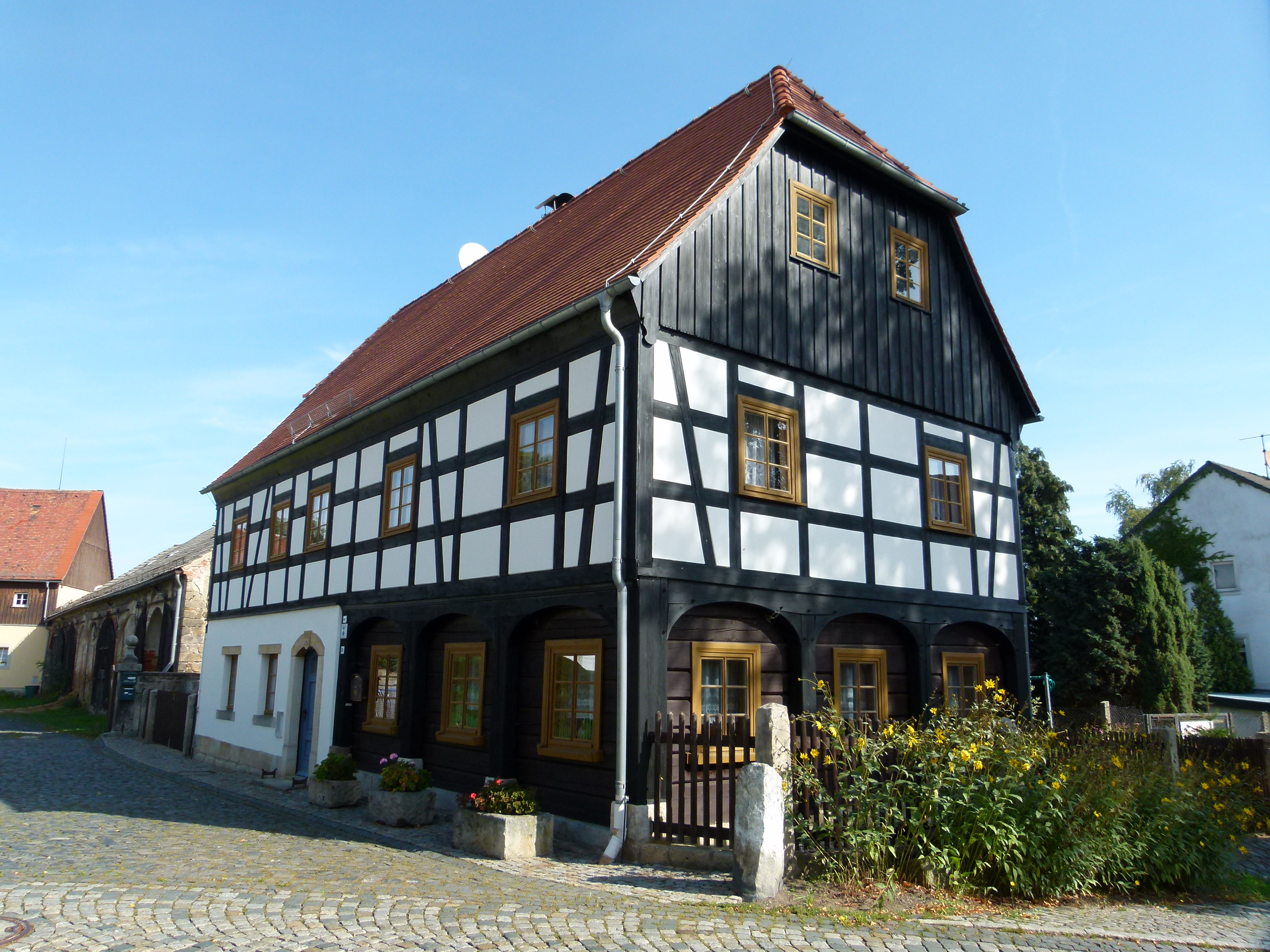
Stará škola, Untere Dorfstraße č. 15
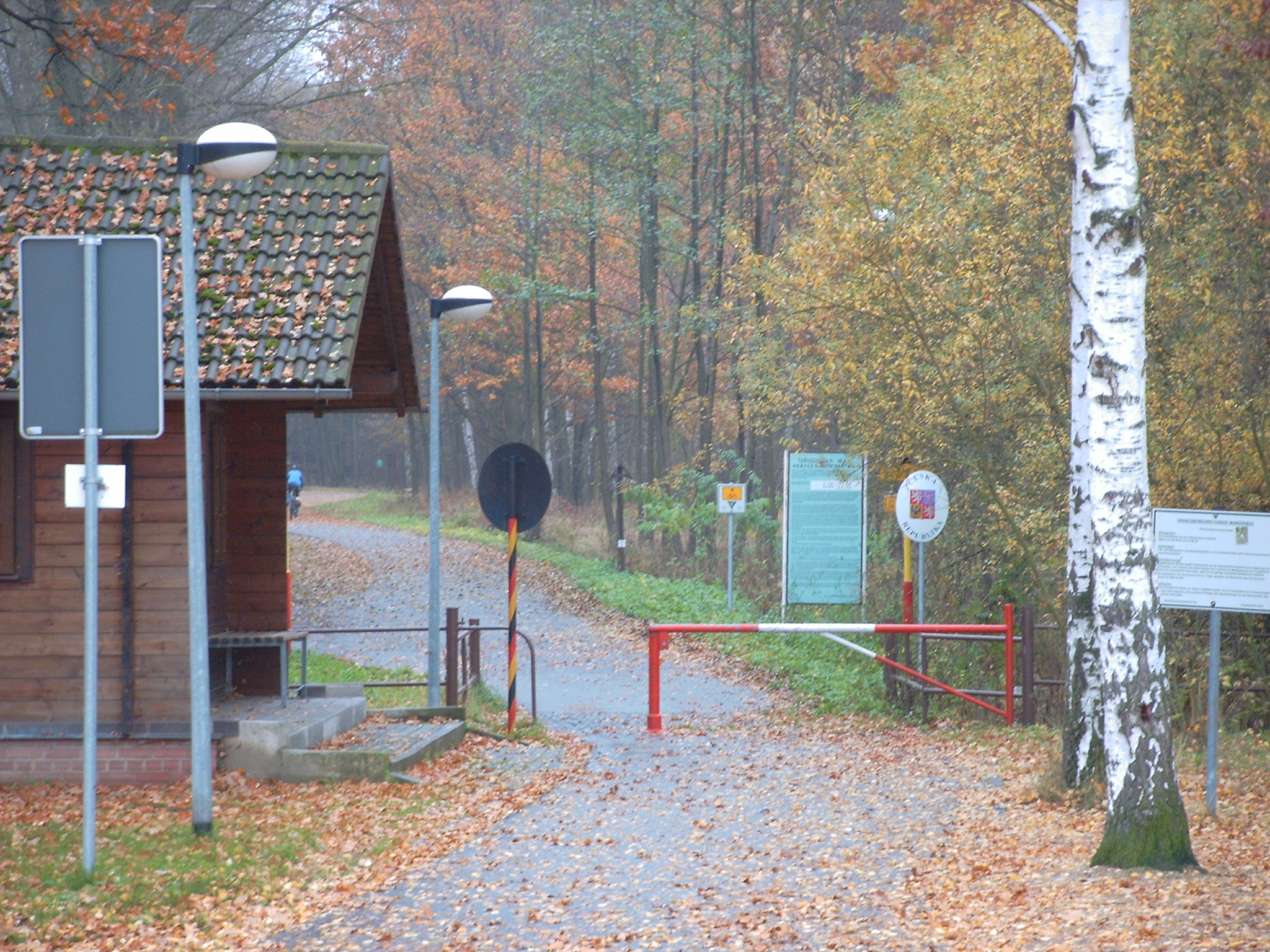
Hraniční přechod Hartau / Hrádek nad Nisou
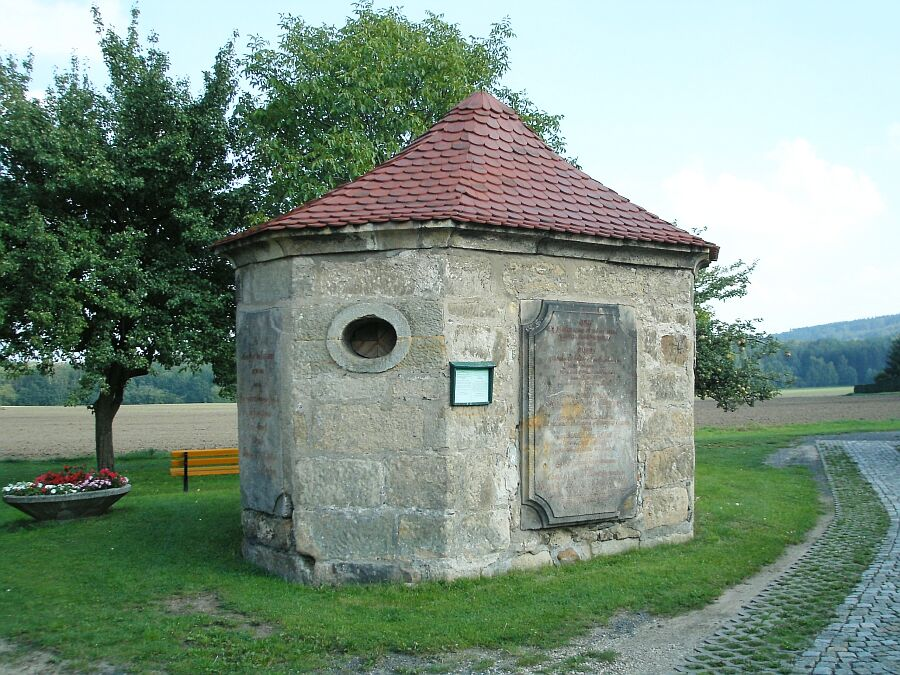
Technická památka ""Rourový domek"
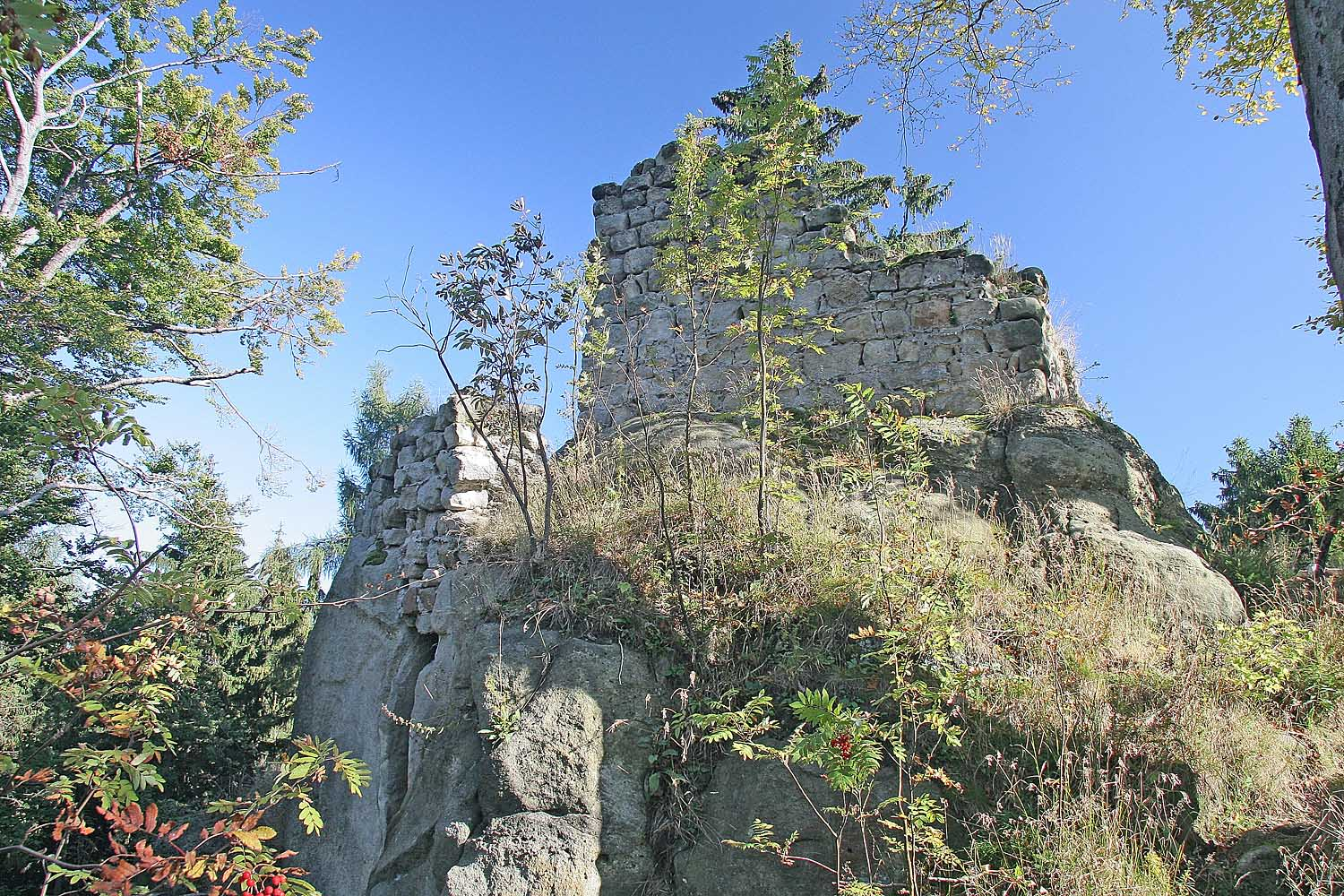
Zřícenina hradu Karlsfried
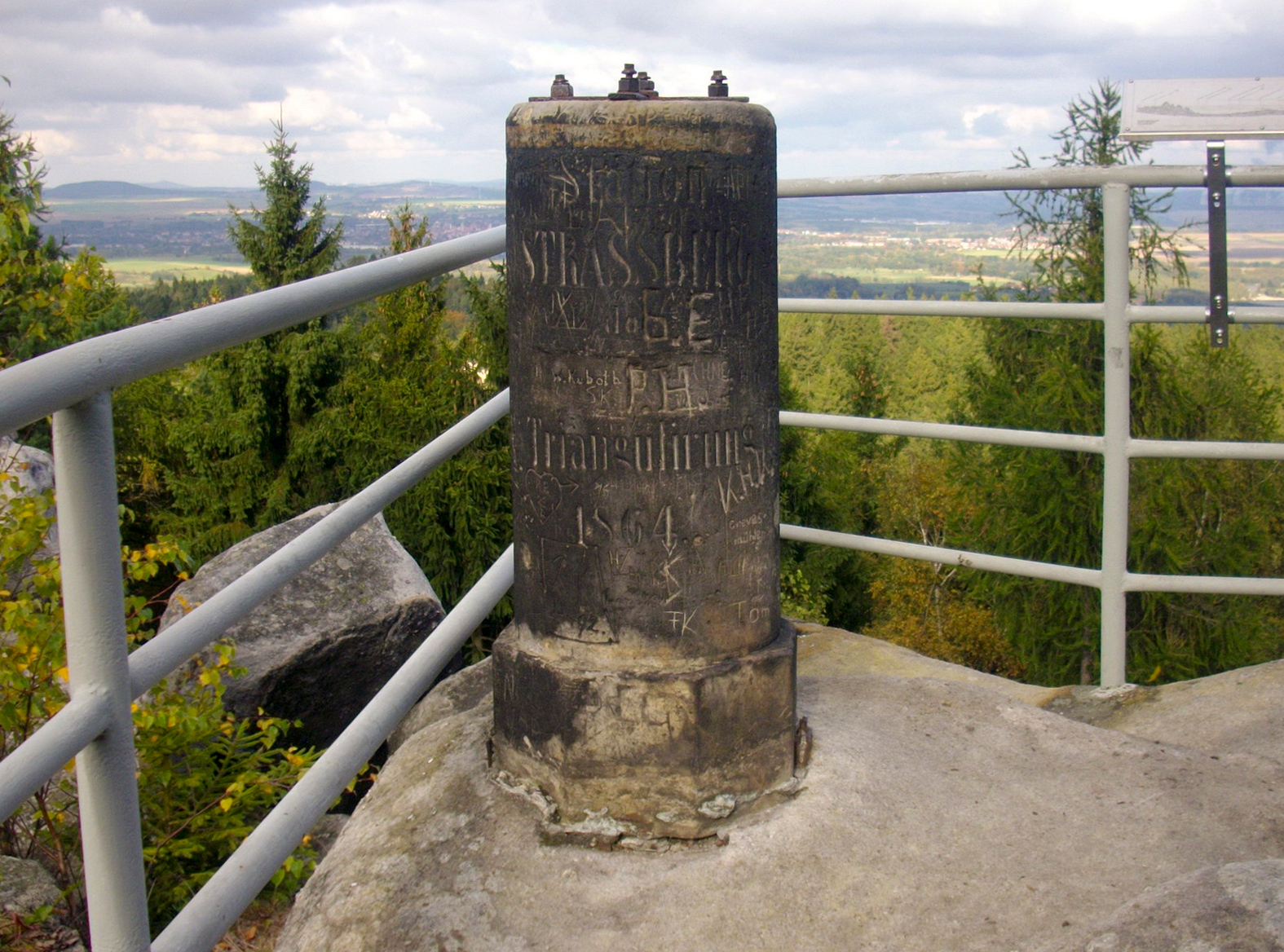
Triangulační sloup na hoře Straßberg
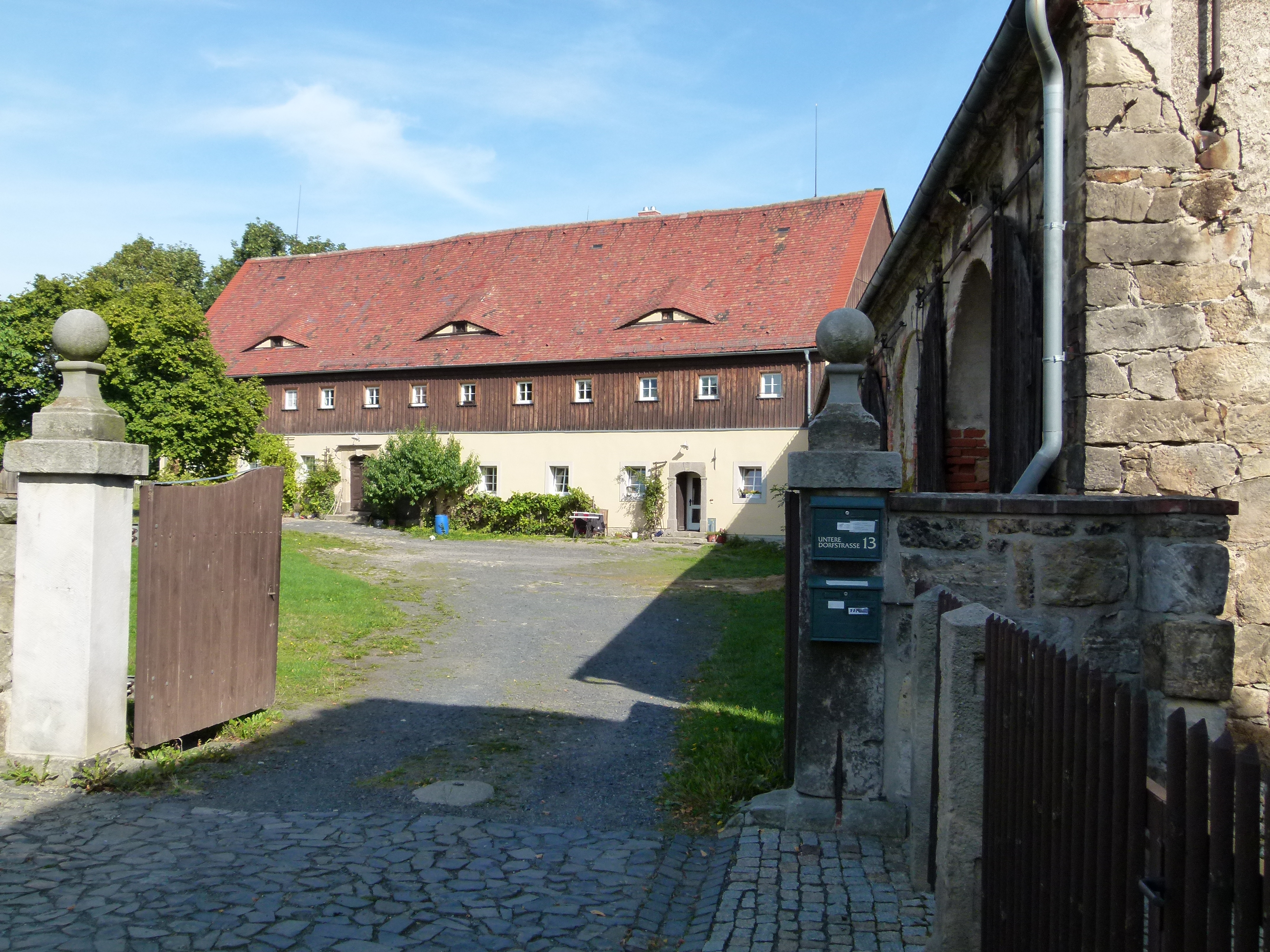
Památkově chráněný statek č. 13